# 1073 هـ
1073 هـ هي سنة في التقويم الهجري امتدت مقابلةً في التقويم الميلادي بين سنتي 1662 و1663.

## أحداث
- 4 رمضان - (12 ابريل 1663م) - أعلنت الدولة العثمانية الحربَ على ألمانيا بعد 56 عاماً من معاهدة سيتفاتوروك التي أوقفت الحرب السابقة بينهم، وكان سبب الحرب هذه المرة هو بناء الألمان قلعة حصينة على الحدود مع الدولة العثمانية.

## وفيات
- حسين باشا آل رضوان
- ملك أحمد باشا ( أبازة )